# Carolyn Dennis
Carolyn Dennis, talvolta indicata anche come Carol Dennis o Carol Dennis-Dylan (12 aprile 1954), è una cantante e attrice statunitense. 
La Dennis è soprattutto nota per la sua collaborazione e per il matrimonio con il cantautore statunitense Bob Dylan, durato dal 1986 al 1992.

## Carriera
Oltre a Dylan, in carriera ha collaborato come corista anche con Wonderlove, The Carpenters, Kenny Loggins, Bruce Springsteen e Michael Jackson.
Nel 1982 la Dennis recitò nel ruolo di Poppea in un adattamento moderno de L'incoronazione di Poppea di Claudio Monteverdi presso la Xenon Discothèque di New York. Prestò anche la voce per le scene cantate nel film tv The Josephine Baker Story del 1991. Fece anche parte del coro The Young Americans.
A Broadway prese parte a numerosi musical, tra i quali Big River (1985) e The Color Purple (2005).

## Vita privata
Dall'unione tra Carolyn Dennis e Bob Dylan nacque una figlia, Desiree Gabrielle Dennis-Dylan, nata il 31 gennaio 1986. La coppia si sposò nel giugno 1986; la Dennis era la seconda moglie di Dylan. I due divorziarono nell'ottobre 1992.
Il matrimonio e la prole furono tenuti segreti in pubblico fino al 2001, quando la notizia trapelò in seguito alla pubblicazione della biografia Down the Highway: The Life of Bob Dylan scritta da Howard Sounes. La Dennis rivelò inoltre: «Ho tre figli, ma non dirò quali sono di Bob Dylan». Dennis, secondo il suo portavoce, ha fatto un patto con i propri figli di non rivelare pubblicamente la loro paternità. «Bob Dylan ha otto o nove figli in tutto» aggiunse la Dennis. «Non vogliamo fare speculazioni su questo».